# Anthony James Barr
Anthony James Barr, né le 24 septembre 1940, alias Tony Barr ou Jim Barr, est un concepteur de langage de programmation, ingénieur logiciel et inventeur américain. Il est surtout connu pour avoir développé la suite logicielle SAS, utilisée pour la gestion des données, l'analyse et l'intelligence artificielle, et pour avoir cofondé le SAS Institute . Ses autres contributions notables comprennent des travaux sur l’optimisation automatisée du rendement du bois et la classification automatisée des entités médicales (ACME).

## Jeunesse et éducation
Anthony James Barr est né à New York et grandit à Summit, dans le New Jersey, où il obtient son diplôme de Summit High School en 1958,. En grandissant, il est inspiré par les biographies de Ben Franklin, Marconi, Alexander Graham Bell, les frères Wright et Sikorsky ainsi que par des visites à l'Institut Franklin de Philadelphie et au Musée d'histoire naturelle de New York.
Il obtinet un BS en physique appliquée (avec mention) de l'Université d'État de Caroline du Nord en 1962, période pendant laquelle il commence un poste d'assistant au centre de calcul dans cette même université. En 1963, il reçoit une bourse de la Fondation nationale pour la science pour étudier l'océanographie physique à l' Institut océanographique de Woods Hole et une bourse d'études supérieures de la Fondation nationale pour la science à l' Université d'État de Caroline du Nord. Il obtient sa maîtrise en physique en 1968.
Anthony James Barr est nommé ancien élève distingué en 1995 de l' Université d'État de Caroline du Nord, Faculté des sciences physiques et mathématiques.

## Carrière

### Logiciel SAS et SAS Institute
En 1966, Anthony James Barr commence à travailler sur le système SAS, une famille de logiciels d'analyse statistique utilisés dans la gestion des données, l'apprentissage automatique et l'analyse. Il est désormais largement utilisé à l’échelle internationale dans les domaines scientifique, gouvernemental, industriel et universitaire.
En septembre 1966, Il présente les idées conceptuelles du SAS aux membres du Comité sur les logiciels statistiques des statisticiens universitaires des stations expérimentales du Sud (USSES) à Athènes, en Géorgie.
Anthony James Barr avait auparavant créé un langage de modélisation d'analyse de la variance inspiré de la notation du statisticien Maurice Kendall . Il le développe en langage assembleur sur l' IBM 1410, alors qu'il est étudiant diplômé à l'Université d'État de Caroline du Nord de 1962 à 1963. Le Dr A. Grandage, auteur des programmes d'analyse de la variance IBM 650, fournit des conseils sur certains calculs statistiques. Cela est suivi par un programme de régression multiple avec un format d’entrée flexible et avec une transformation algébrique des variables, de 1963 à 1964. S'appuyant sur ces programmes et sur son expérience des fichiers de données structurés, il a créé SAS, plaçant des procédures statistiques dans un cadre de fichiers formatés.
L'expérience d'Anthony James Barr avec les fichiers de données structurés est acquise en travaillant sur le système de fichiers formatés. De 1966 à 1968, Anthony James Barr développe la structure fondamentale et le langage de SAS. En 1968, il commence à collaborer avec d'autres programmeurs, notamment James Goodnight (en), un étudiant de l'Université d'État de Caroline du Nord qui est devenu co-leader du projet et développe des procédures de modélisation linéaire générale pour le système. Anthony James Barr conçoit et met en œuvre le langage de programmation, la gestion des données, la rédaction de rapports et les domaines systèmes du système en évolution.
SAS 71, la première version officielle du SAS, est sortie en 1971. John Sall rejoint le projet en 1973 et développe diverses procédures, notamment des procédures d' économétrie, de gestion des données et de manipulation de matrices. En 1976, James Goodnight décide de se consacrer à plein temps au développement et à la commercialisation de SAS, et le SAS Institute, Inc. est  incorporé par Anthony James Barr, James Goodnight, John Sall et Jane Helwig, Anthony James Barr détenant la plus grande part (40 %). Il vend ses parts en 1979.

### Classification automatisée des entités médicales (ACME)
Anthony James Barr créé le programme ACME pour le Centre national des statistiques de santé de 1967 à 1969.

### Chargeur de liaison pour IBM/360
En 1968, Anthony James Barr est le pionnier d'un système de compilation et de démarrage pour IBM OS/360 commercialisé par University Computing Company. L'utilisation du chargeur réduit les temps de test des programmes de 25%,. IBM ne propose pas de chargeur équivalent pendant plus de 18 mois après la commercialisation du chargeur d'Anthony James Barr.

### Simulateurs de postes de travail IBM
En 1971, Anthony James Barr créé le premier émulateur de terminal HASP non IBM. Commercialisé par la University Computing Company (UCC), l'émulateur HASP donne une augmentation significative des performances par rapport à l'émulateur IBM 2780 qu'il développe pour UCC en 1969. Les émulateurs sont développés sur le mini-ordinateur PDP-8 et permettent aux terminaux COPE de communiquer avec les IBM/360 et IBM/370.
En 1971, Anthony James Barr met également en œuvre la station de travail HASP pour M & M Computer Industries, Orange, Californie . Implémenté sur le mini-ordinateur Data General Nova, le programme est devenu le terminal de traitement par lots à distance de Singer Corporation . Singer et UCC  vendent tous deux leurs divisions de terminaux à Harris Corporation, qui continue à commercialiser les produits.
En 1983, Anthony James Barr développe du matériel et des logiciels permettant d'effectuer des communications d'entrée de tâches à distance HASP sur l'IBM PC. Sa société, Barr Systems, Inc., commercialise et vend Barr HASP et continue à mettre en œuvre et à prendre en charge les stations de travail et passerelles Bisync et SNA SDLC, ainsi que d'autres produits de communication de données et de gestion de sortie.

### Système de fichiers formatés (FFS)
Anthony James Barr travaille à la division des systèmes fédéraux d'IBM au Pentagone, à Washington, DC, de 1964 à 1966. Aujourd'hui, il travaille sur le système de fichiers formatés NIPS . FFS, un système de gestion de base de données généralisé pour la récupération et la rédaction de rapports, est l'un des premiers systèmes de gestion de données à tirer parti d'une structure de fichier définie pour le stockage des données et l'efficacité de la récupération.
Affecté au Centre de commandement militaire national, la branche de traitement de l'information des chefs d'état-major interarmées, Anthony James Barr réécrit et améliore le FFS, en mettant en œuvre trois de ses cinq principaux composants : la récupération, le tri et la mise à jour des fichiers. Ses travaux portent notamment sur l'innovation d'un analyseur lexical uniforme pour toutes les langues du système avec une méthode uniforme de gestion de tous les messages d'erreur.
Le travail avec FFS permis àAnthony James Barr de découvrir le potentiel de la structure de fichier définie, qui allait devenir un concept central de SAS.

## Vie privée
En 2021, Anthony James Barr et son épouse Olga font don d'un million de dollars au Cade Museum for Creativity and Invention pour soutenir la programmation jeunesse du musée. Le musée nomme la galerie Tony & Olga Barr en leur honneur.

## Brevets
- Tony Barr, Mesures de satisfaction et méthodes de mise en œuvre, 8,380,560, 2-19-2013, Cl. 705-7.38.
- Anthony James Barr, Anthony J. et Mullin, Alexander G., Appareil et méthode pour maximiser l'utilisation de stock allongé. 4,017,976, 19-4-1977, Cl. 235-151.l.
- Anthony James Barr, Anthony J. et Mullin, Alexander G., Appareil pour optimiser le rendement des pièces utilisables à partir de planches et similaires. 3,942,021, 3-2-76, Cl. 250-572.000.
- Anthony James Barr, Anthony J. et Mullin, Alexander G., Appareil et procédé pour optimiser le rendement de pièces utilisables à partir de planches et analogues. 3,931,501, 1-6-76, Cl. 235-151.100.